# Olmos de Esgueva
Olmos de Esgueva település Spanyolországban, Valladolid tartományban. Olmos de Esgueva Cabezón de Pisuerga, San Martín de Valvení, Villanueva de los Infantes, Villavaquerín, Villabáñez és Villarmentero de Esgueva községekkel határos. Lakosainak száma 197 fő (2024).

## Népesség
A település népessége az utóbbi években az alábbiak szerint változott:
| Lakosok száma | 184  | 212  | 219  | 236  | 234  | 230  | 211  | 201  | 186  | 197  |
|               | 2001 | 2004 | 2007 | 2009 | 2012 | 2014 | 2017 | 2019 | 2022 | 2024 |